# Гизингер, Стефани
Сте́фани Гизи́нгер (нем. Stefanie Giesinger; род. 27 августа 1996, Кайзерслаутерн) — немецкая модель. Победительница девятого сезона шоу  «Germany’s Next Top Model».

## Биография

### Детство
Гизингеры — русско-немецкая семья эмигрантов. В 1995 году семья эмигрировала в качестве немецких переселенцев в Германию из Сибири. Всю свою юность маленькая Стефани провела в Кайзерслаутерне. Училась Гизингер в гимназии Rittersberg. Модель страдает Синдромом Картагенера.

### Germany’s Next Top Model
в 17 лет Стефани приняла участие в немецком шоу «Germany’s Next Top Model», где в феврале 2014 года из 15 тысяч кандидатов были выбраны всего 70 (в том числе и Стефани). Позже Стефани попала в финал, а затем одержала победу. Среди жюри были такие известные люди, как Хайди Клум, Томас Хайо и Вольфганг Йооп.

## Карьера
В июне 2014 года появилась на обложке немецкого Cosmopolitan, также снялась в рекламной кампании Opel. Позднее Стефани получила контракт на два года от ONEeins.
В феврале 2016 модель снялась в видеоклипе Макса Гизингера(который не является её родственником, а лишь носит идентичную фамилию), который на данный момент имеет более 80 миллионов просмотров.
В своих социальных сетях Стефани активно сотрудничает с компанией L’Oreal, а также часто выступает на различных показах мод в качестве модели.

## Личная жизнь
С 2016 года встречается с популярным британским Youtube блогером — Маркусом Батлером.